# 1950 în film
- 1949 în cinematografie — 1950 în cinematografie — 1951 în cinematografie

## Filmele cu cele mai mari încasări
În SUA
| #   | Titlu                | Studio    | Actori | Încasări     |
| --- | -------------------- | --------- | --- | ------------ |
| 1.  | Cinderella*          | Disney    | Ilene Woods și Eleanor Audley                                                                                                   | $141,087,000 |
| 2.  | King Solomon's Mines | MGM       | Deborah Kerr și Stewart Granger                                                                                                 | $5,586,000   |
| 3.  | Annie Get Your Gun   | MGM       | Betty Hutton | $4,919,000   |
| 4.  | Sunset Boulevard     | Paramount | Gloria Swanson și William Holden                                                                                                | $4,425,000   |
| 5.  | Father of the Bride  | MGM       | Spencer Tracy, Joan Bennett și Elizabeth Taylor                                                                                 | $4,115,000   |
| 6.  | Wabash Avenue        | Fox       | Betty Grable | $4,054,000   |
| 7.  | All About Eve        | Fox       | Bette Davis, Anne Baxter, George Sanders, Celeste Holm, Gary Merrill, Hugh Marlowe și scurtă apariție a actriței Marilyn Monroe | $3,600,000   |
| 8.  | Born Yesterday       | Columbia  | Judy Holliday, Broderick Crawford și William Holden                                                                             | $3,300,000   |
| 9.  | At War with the Army | Paramount | Dean Martin și Jerry Lewis | $3,100,000   |
| 10. | My Blue Heaven       | Fox       | Betty Grable și Dan Dailey | $3,000,000   |

(*) După relansare cinematografică

## Premii

### Oscar
Articol detaliat: Oscar 1950
- Cel mai bun film:  All About Eve - 20th Century-Fox
- Cel mai bun regizor:  Joseph L. Mankiewicz - All About Eve
- Cel mai bun actor:  José Ferrer - Cyrano de Bergerac
- Cea mai bună actriță:  Judy Holliday - Born Yesterday
- Cel mai bun actor în rol secundar:   George Sanders - All About Eve
- Cea mai bună actriță în rol secundar:  Josephine Hull - Harvey

### Globul de Aur
Articol detaliat: Globul de Aur 1950
- Cel mai bun film:  Sunset Boulevard
- Cel mai bun regizor:  Billy Wilder - Sunset Boulevard
- Cel mai bun actor (dramă):    José Ferrer - Cyrano de Bergerac
- Cea mai bună actriță (dramă): Gloria Swanson - Sunset Boulevard

### BAFTA
- Cel mai bun film:
- Cel mai bun actor:
- Cea mai bună actriță:
- Cel mai bun film străin: